# Mecanoo
Mecanoo é uma firma de arquitetura com sede em Delft, Holanda. A Mecanoo foi fundada em 1984 por Francine Houben, Henk Döll, Roelf Steenhuis, Erick van Egeraat e Chris de Weijer.

## Fundação
Mecanoo foi fundada em 1984 por Francine Houben, Henk Döll, Roelf Steenhuis, Erick van Egeraat e Chris de Weijer. Os três primeiros arquitetos já haviam participado juntos de uma competição para estudantes ligados à moradia de jovens no Kruisplein em Roterdã em 1981, ganhando o primeiro prêmio.
O nome Mecanoo é uma combinação de três palavras diferentes: o kit de construção modelo britânico Meccano, a revista neoplástica Mécano elaborada por Theo van Doesburg e o lema 'Ozoo', adotado pelos membros fundadores originais para a entrada da competição Kruisplein que estava localizada na área do antigo zoológico de Roterdã. 

## Local de trabalho
Mecanoo está localizada em um dos canais mais antigos dos Países Baixos, o Oude Delft, no centro histórico da cidade de Delft. Esta casa de canal da partir de 1750 foi projetada pelo arquiteto italiano Bollina. O interior tem um corredor de 40 metros de comprimento com uma escadaria, tetos e portas com trabalho de estuque e esculturas no estilo Louis XIV. Depois que Oude Delft 203 foi ocupado no século XIX por vários cidadãos importantes, foi vendido em 1886 para a caridade católica romana para os pobres, mais tarde a Fundação St. Hipólito. Até 1970, servia de hospedagem para idosos e depois como hospital. Em 1983, Mecanoo alugou uma parte da casa do canal e agora ocupa todo o prédio.
Mecanoo também tem escritórios em Londres, Nova York e Kaohsiung.

## Filosofia de Design
A Mecanoo tem vasta experiência em projetar e realizar edifícios excepcionais que atendam às ambições dos clientes, ao mesmo tempo em que criam espaços vibrantes para o usuário final. De acordo com a prática, cada projeto responde à filosofia de Pessoas, Lugar e Propósito: às exigências do cliente e às necessidades do usuário (Pessoas); o contexto físico, clima e cultura (Lugar); e o potencial atual e previsto da função de um edifício (Propósito).
O resultado são soluções únicas para cada situação variada, em que as disciplinas de arquitetura, planejamento urbano, paisagem e interior se combinam de forma não tradicional. Com o passar dos anos, Mecanoo aprendeu que as funções inevitavelmente mudam. Portanto, eles criam edifícios preparados para (un)mudanças previsíveis.
A sustentabilidade é um aspecto inerente à sua abordagem de design, alimentando-se de uma ambição de criar uma nova identidade em um mundo de globalização, resultando em lugares inspiradores e autênticos, socialmente relevantes para pessoas e comunidades.
Preocupada não pelo foco na forma, mas pelo processo, consulta, contexto, escala urbana e estratégias integradas de design sustentável, a prática cria edifícios culturalmente significativos com um toque humano.

## Obras
Desde 1984, a Mecanoo tem trabalhado progressivamente em um negócio extenso e diversos. Nos primeiros anos, a obra é composta principalmente por projetos de habitação social em áreas de renovação urbana. Atualmente, eles estão focados em edifícios complexos, multifuncionais e empreendimentos urbanos integrais. Os tipos de projetos incluem casas, escolas, campi, bairros, teatros, bibliotecas, arranha-céus, parques, praças, rodovias, cidades, hotéis, museus e locais de culto.
Mecanoo tornou-se uma proeminente prática de arquitetura holandesa com uma equipe internacional e multidisciplinar que são arquitetos, designers de interiores, urbanistas, paisagistas e engenheiros arquitetônicos que concluíram projetos na Holanda, Espanha, Reino Unido, China, Taiwan, Coreia do Sul, Noruega, Polônia e Estados Unidos.

### Trabalhos Selecionados
- Faculdade de Economia e Gestão, Utrecht (1995)
- Biblioteca de Tecnologia da Universidade delft, Delft (1997)
- Museu ao Ar Livre da Holanda, Arnhem (2000)
- Westergasfabriek Terrain, Amsterdã (2001)
- Masterplan Delft University of Technology (2002)
- Montevidéu, Roterdã (2005)
- Cinquenta Degrees, Nijmegen (2007)
- La Llotja Theatre and Congress Centre, Lleida (2008)
- Teatro Amphion, Doetinchem (2009)
- Kaap Skil, Museu Marítimo e Beachcombers, Texel (2012)
- Amsterdam University College, Amsterdam (2012)
- Biblioteca de Birmingham integrada com Birmingham Repertory Theatre, Birmingham (2013)
- HOME, Manchester (2015)
- Bruce C. Bolling Municipal Building, Boston (2015)
- Hilton Amsterdam Airport Schiphol, Amsterdam (2015)
- Taekwang Country Club Café, Gyeonggi-do, Coreia do Sul (2015)
- Escritórios Municipais e Estação ferroviária, Delft, Holanda (2015/2017)
- Keukenhof, Lisse, Países Baixos (2017)
- Namdaemun Office Building, Seul, Coreia do Sul (2017)
- Eurojust (agência da UE), Haia, Países Baixos (2017)
- Palácio da Justiça, Córdoba, Espanha (2017)
- Centro Nacional de Artes kaohsiung, Kaohsiung (2018)
- Três Centros Culturais e Um Book Mall, Shenzhen (2018)
- Manchester Engineering Campus Development, Manchester (em andamento)
- Martin Luther King Jr. Memorial Library renovação, Washington D.C. (em andamento)
- Banco Europeu de Investimento, Luxemburgo (em curso)
- Estação Kaohsiung, Kaohsiung (em curso)
- Biblioteca Pública de Nova York Reforma midtown, Nova York (em andamento)
- Shenzhen North Station Urban Design, Shenzhen (em andamento)
- Biblioteca Pública de Tainan, Tainan (em andamento)

## Publicações
- Houben, F., Vollaard, P., Waaijers, L., Mecanoo architecten, Bibliotheek Technische Universiteit Delft, Roterdã 1998
- Houben, F., 'Ingenieurskunst en mobiliteitsesthetiek', in: Architectuur en de openbare ruimte, de dynamische delta 2, Ministério dos Transportes, Obras Públicas e Gestão da Água/ Mecanoo architecten, Haia 1999
- Houben, F., Maliebaan, een huis om in te werken, Andersson Elffers Felix, Utrecht/ Mecanoo architecten, Delft 2000
- Houben, F., Composição, Contraste, Complexidade, NAi Publishers, Roterdã 2001 / Birkhaüser, Basileia, Boston, Berlim 2001
- Mecanoo, TU Delft Vastgoed, ING Vastgoed, TU Delft Masterplan, DUP Satellite, Delft 2002
- Houben, F., Calabrese, L. M. (ed.), Mobility, A Room with a View, Roterdã 2003
- Mecanoo, Holland Avenue, Research Road Atlas; Holland Avenue, Design Road Atlas, Ministério dos Transportes, Obras Públicas e Gestão da Água, Haia 2003
- Houben F., Luyn S.D.B., Mgr. A.H. van, Adrichem, J. van, Rooy, M. van, En het eeuwige licht verlichte haar, Kapel Heilige Maria der Engelen, Roterdã 2004
- Brouwers, R., Betsky, A, Mecanoo, Masters of Architecture Series, Images Publishing Group, Mulgrave, Victoria, Australia, 2008
- Houben, F., Tromp, J., Cock, H., Dutch Mountains, Uitgeverij de Kunst, Wezep, Nederland, 2011
- Mecanoo, Um Palácio do Povo, A Biblioteca de Birmingham, Aedes Architecture Forum, Berlim, Alemanha, 2014
- Mecanoo, Houben, F. Mecanoo: People, Place, Purpose, Artifice books on architecture, London, Reino Unido, 2015

## Exposições
- 1999 Mecanoo, Opere e progretti, Pinacoteca Civica, Como
- 1999 Mecanoo Blue- 4a Bienal Internacional de Arquitectura, São Paulo
- 2001 Mecanoo arquitetos, Composição, Contraste, Complexidade, Instituto de Arquitetura dos Países Baixos, Roterdã
- 2002 Next, 8a Exposição Internacional de Arquitetura, Veneza
- 2002 Obras em andamento, Ga Gallery, Tóquio
- 2003 Grattacieli all'Orizzonte/Arranha-céus no Skyline, Galleria Vittorio Emanuele, Centro Urbano do Município de Milão
- 2003 1o International Architecture Biennal Rotterdam, Netherlands Architecture Institute, Roterdã
- Pavilhão Britânico de 2006, 10ª Bienal Internacional de Arquitetura, Veneza
- 2007 Dutch Mountains, Casa CASLa, Almere
- 2007 3ª Arquitetura Internacional Biennal Roterdã, Kunsthal, Roterdã
- 2007 Dutch Design Expo, International Creative Industry Week, Xangai
- 2008 Mecanoo: Montanhas Holandesas, Edifício 101, Taipei
- Pavilhão A Piece of Banyan, Interni/Green Energy Design, Milano Capitale del Design 2008, Milão
- 2014 Um Palácio do Povo, Aedes Architecture Forum, Berlim
- Exposição fotográfica Mecanoo 2015, American Institute of Architects, Washington D.C.
- Mecanoo 2016: People, Place, Purpose Theater De Vest/Architectuur Informatiecentrum Alkmaar, Alkmaar
- Kaohsiung Station 2023, Kaohsiung, Taiwan